# دژ دونوگان
دژ دونوگان (انگلیسی: Dunvegan Castle) نام قلعه ای است در شهر دونوگان در جزیره اسکای واقع در اسکاتلند. معماری این بنا از نوع معماری ویکتوریایی است. ساخت دژ دونوگان در سده ۱۳ میلادی آغاز شد.